# Logische equivalentie
In de logica zijn twee uitspraken logisch equivalent als zij dezelfde logische betekenis hebben. Twee uitspraken zijn syntactisch equivalent als de ene uit de andere bewezen kan worden en omgekeerd. Twee uitspraken zijn semantisch equivalent als zij dezelfde waarheidswaarde hebben voor alle modellen. Als een logica gezond en volledig is komen syntactische en semantische equivalentie overeen.
Logische equivalentie wordt soms genoteerd als p ≡ q of p ⇔ q. Deze notatie wordt ook gebruikt voor dan en slechts dan als waardoor het gebruik van deze symbolen van de context afhangt. Logische equivalentie is een uitspraak in metataal aangezien het iets zegt over de proposities in het formele systeem.
Een andere vorm van equivalentie in de logica is vervulbaarheidsequivalentie.

## Propositielogica
In de propositielogica bestaat een model uit de toekenning van waarheidswaarden aan de atomaire proposities. Twee uitspraken zijn logisch equivalent als in een waarheidstabel hun kolommen identiek zijn. 
Twee logische proposities zijn ook logisch equivalent dan en slechts dan als de bijbehorende booleaanse functies hetzelfde zijn.

## Predicatenlogica
In de predicatenlogica bestaat een model uit een domein en een aantal verzamelingen en relaties op elementen uit dat domein. Twee formules zijn logisch equivalent als voor alle mogelijke modellen geldt, dat ze ofwel beide waar ofwel beide onwaar zijn.